# Obilić
Obilić (em sérvio:  Обилић, transl. Obilić; em albanês:  Obiliq ou Kastriot) é um município da Província Autônoma de Cossovo e Metóquia, localizado no Distrito de Kosovo, sendo de jure parte da República da Sérvia.
Sua área é de 105 km² com 18 assentamentos no município.
O município se localiza imediatamente a noroeste de Pristina, na principal estrada para Mitrovica. Foi criado em 1989; até então fazia parte do município de Pristina.

## Nome

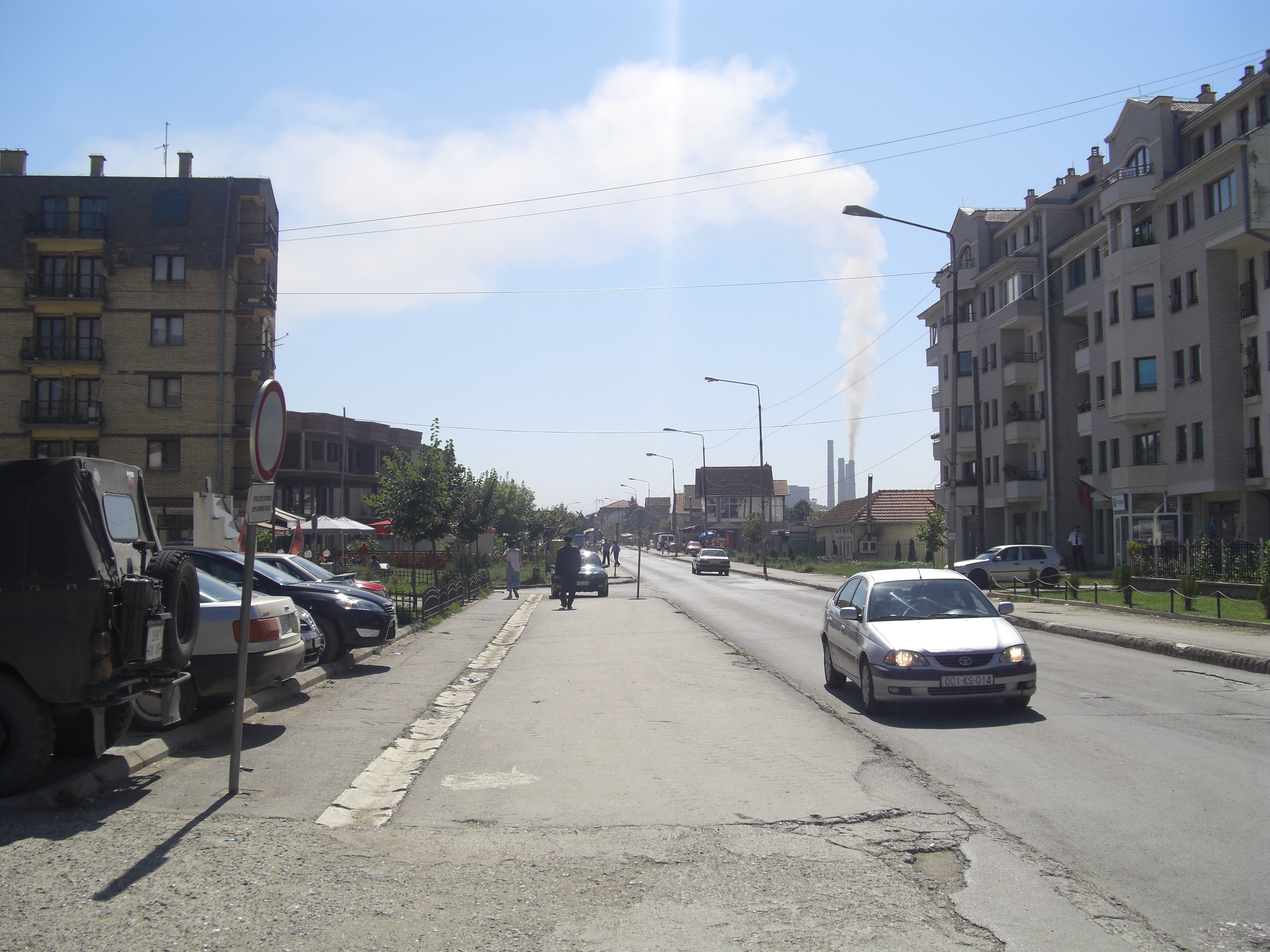
Rua principal em Obilić.

O nome sérvio da cidade, Obilić, se refere a Miloš Obilić, tido como um herói sérvio na Batalha do Kosovo, ocorrida em 1389, onde ele teria supostamente matado o sultão otomano Murade I.
Um dos nomes albaneses da cidade, Kastriot, refere-se a Jorge Castrioto (Gjergj Kastrioti) Skanderbeg, o herói nacional dos albaneses, que viveu durante o período da Segunda Batalha do Kosovo, ocorrida em 1448, na qual Skanderbeg teria se aliado à aliança católica húngara, liderada por João Hunyadi, porém foi interceptado pelo Đurađ Branković, vassalo otomano da Sérvia, e não pôde chegar ao campo de batalha a tempo.

## Demografia

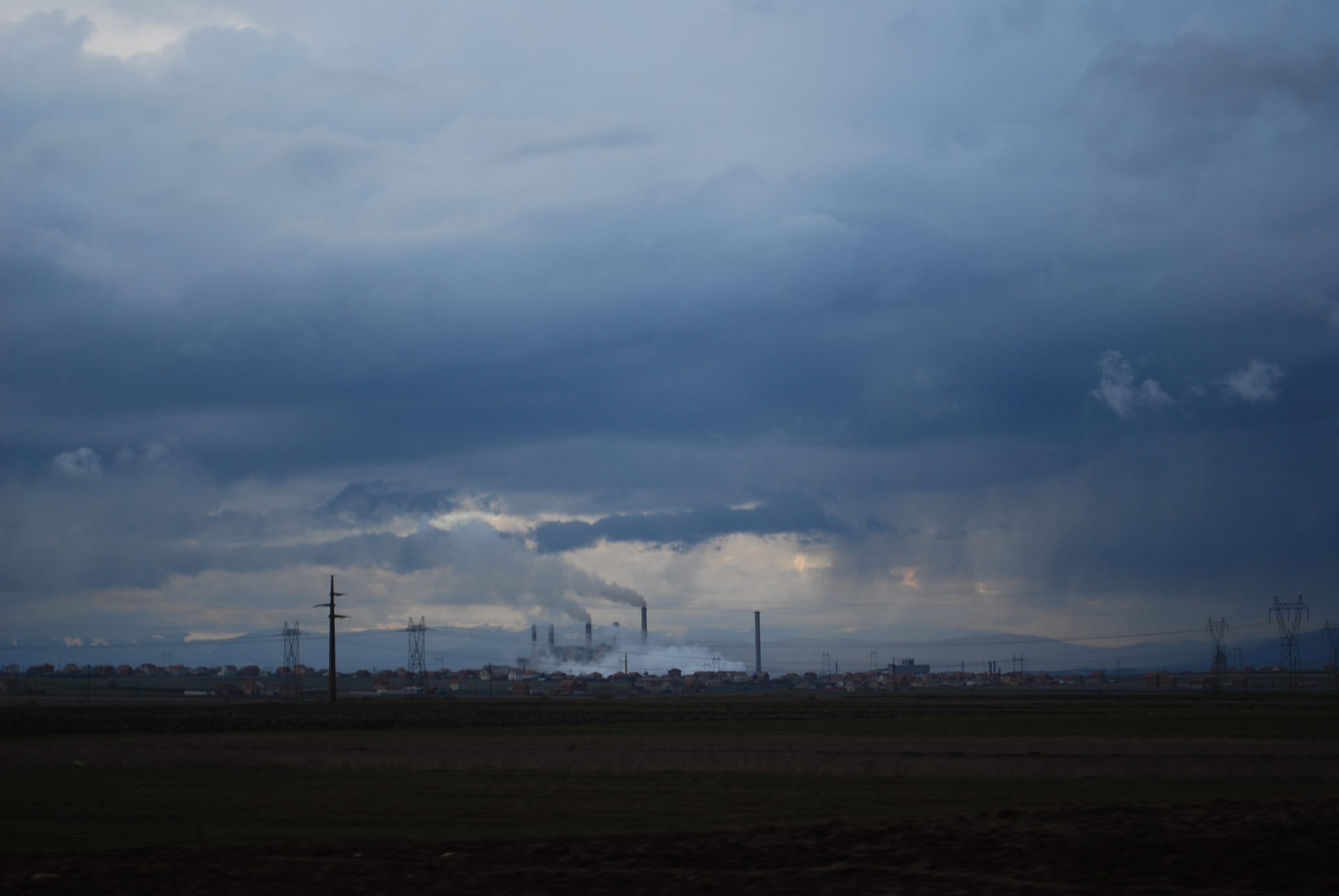
Usina de Kosovo, em Obilić.

Em 1991 o município tinha uma população de 31 627 habitantes, dos quais 66,31% eram albaneses, 18,69% sérvios e montenegrinos, e 1,10% declararam a nacionalidade "islâmica".
Em 2008 o município apresentava uma população de aproximadamente 30 000, dos quais a maioria (cerca de 25 000) são albaneses do Kosovo; entre as minorias locais estão cerca de 3 400 sérvios do Kosovo, 550 rom, 300 ascális, 70 bósnios, entre outros.